# David Preston Thompson
David Preston Thompson (ur. 8 listopada 1834 w Cadiz w stanie Ohio, zm. 14 grudnia 1901 w Portland w stanie Oregon) – szósty gubernator Terytorium Idaho w latach 1875–1876.
Kiedy gubernotor Thompson nadzorował kilka pocztowych kontraktów, dorobił się posiadłości w Oregonie. Odbywał tylko krótkie podróże do Terytorium. Prezydent Ulysses S. Grant postanowił o jego dymisji latem 1876 r. Później został burmistrzem Portland. Był także ambasadorem Stanów Zjednoczonych w Imperium Osmańskim.